# Марк Афинский
Ма́рк Афи́нский (греч. Μάρκος Ο Αθηναίος; ок. 270 — ок. 400) — отшельник и юродивый за Христа, родился в Афинах. В лике святых почитается как преподобный. Память Марка Афинского совершается 5 (18) апреля. Изображается нагим, с седыми волосами и скрещёнными руками.

## Жизнеописание
Согласно житию, святой Марк изучал философию. Когда его родители приняли смерть, он удалился в Египет и поселился в пещере Фракийской горы, находящейся Эфиопии. Дьявол не оставил его без искушений. Нечистые духи следили и преследовали святого Марка, клялись, что они потопят его в море и, схватив, влекли с горы с сильным криком: «Уйди с нашей земли!» Они непрестанно говорили: «От начала мира никто из людей не приходил сюда — ты же как осмелился прийти?»
В источниках указано, что Марк видел подобие Божественно рая и в нём пророков Божиих Илию и Еноха. Своё видение он рассказывал иноку Серапиону. Марк спрашивал у аввы Серапиона, стоит ли мир в законе Христовым,
продолжаются ли гонения на христиан. Также он спросил: «Есть ли ныне среди мира святые, творящие чудеса, как сказал Господь в Евангелии Своем»: «Аще имате веру яко зерно горушно, речете горе сей: прейди отсюду тамо, и прейдет, — и ничтоже не возможно будет вам?» (Мф. 17, 20) Моментально после этих слов гора сдвинулась на 5.000 локтей (около 2,5 километров) и придвинулась к морю. Увидев это, Марк обратился к ней: «Я не приказывал тебе передвигаться, вернись на место обратно!» После этого гора действительно вернулась на место. Авва Серапион в страхе упал ниц. Преподобный Марк взял его за руку и просил: «Разве ты не видел таких чудес за свою жизнь?» — «Нет, отче», — ответил старец Серапион. Тогда преподобный Марк горько заплакал и сказал: «Горе земле, потому что на ней живут христиане только по имени, а не по делам». Марк пригласил его на трапезу. Еду для трапезы приносили Ангелы Божии. Авва Серапион отвечал, что он ни разу не ел такой вкусной пищи и сладкой воды. «Брат Серапион», — ответил преподобный Марк, — «видел ли ты, сколько благодеяний посылает Бог рабам Своим! Во все дни мне посылалось от Бога по одному хлебу и по одной рыбе, а ныне ради тебя Он удвоил трапезу — послал нам два хлеба и две рыбы. Такой-то трапезой питает меня Господь Бог в течение всего времени за первые мои злострадания».

### Отшельничество
Источники указывают, что святой Марк пребывал в отшельничестве девяносто пять лет, не видя человеческого лица, птиц и зверей. На протяжении первых тридцати лет это было для него самое тяжёлое время. Ставший босым и раздетым он страдал от зноя и холода. Питался редкими пустынными растениями, иногда ел пыль и пил горькую морскую воду. После тридцати лет на него сошла Божественная благодать. По житию указано, что святые Ангелы Божии приносили ему пищу. Со временем на его теле поросли длинные волосы, которые защищали его от зноя и холода. Прекратил свою земную жизнь на сто тридцатом году жизни.

### Смерть
До своей кончины святой Марк возносил молитвы о спасении земли, христиан и всех живущих в мире и Любви Христовой. Он заповедал Серапиону похоронить его тело в пещере и завалить вход в нее. Авва Серапион стал свидетелем того, как душа стотридцатилетнего старца — преподобного Марка была принята на Небо около 400 года.
Два Ангела в виде отшельников проводили авву Серапиона обратно во внутреннюю пустыню, где в одном из монастырей авва Серапион смог поведать о жизни и кончине преподобного Марка. Впоследствии он стал учеником великого старца Иоанна.

## Память
- В православной церкви память преподобного Марка Афинского совершается 5 (18) апреля.